# Adrian Rakowski
Adrian Rakowski (ur. 7 października 1990 w Żaganiu) – polski piłkarz grający na pozycji pomocnika w Kuźni Ustroń. 
Od 2010 do 2017 rozegrał 83 mecze w ekstraklasie w barwach Zagłębia Lubin. Jest wychowankiem Piasta Iłowa. 